# Heteronotia planiceps
Heteronotia planiceps är en ödleart som beskrevs av  Storr 1989. Heteronotia planiceps ingår i släktet Heteronotia och familjen geckoödlor. Inga underarter finns listade i Catalogue of Life.